# Třída João Coutinho
Třída João Coutinho je třída korvet portugalského námořnictva. V době dokončení byly považovány za fregaty. Postaveno bylo celkem šest jednotek. Sloužily zejména k hlídkování v oblasti rybolovných pásem. K roku 2018 zůstává ve službě poslední jednotka.

## Stavba
Plavidla navrhla německá loděnice Blohm + Voss v Hamburku. Postavila první tři kusy, přičemž zbylé tři postavila španělská loděnice Bazán v Cartageně.
Jednotky třídy João Coutinho:
| Jméno                        | Spuštěna          | Dodání             | Status                       |
| ---------------------------- | ----------------- | ------------------ | ---------------------------- |
| João Coutinho (F475)         | 2. května 1969    | 7. března 1970     | Vyřazena.                    |
| Jacinto Cândido (F476)       | 16. června 1969   | 10. června 1970    | Vyřazena 15. listopadu 2018. |
| General Pereira d'Eça (F477) | 25. července 1969 | 10. října 1970     | Vyřazena.                    |
| António Enes (F471)          | 16. srpna 1969    | 18. června 1971    | Aktivní.                     |
| Augusto de Castilho (F484)   | 4. července 1969  | 14. listopadu 1970 | Vyřazena 2003.               |
| Honório Barreto (F485)       | 11. dubna 1970    | 15. dubna 1971     | Vyřazena 2003.               |

## Konstrukce

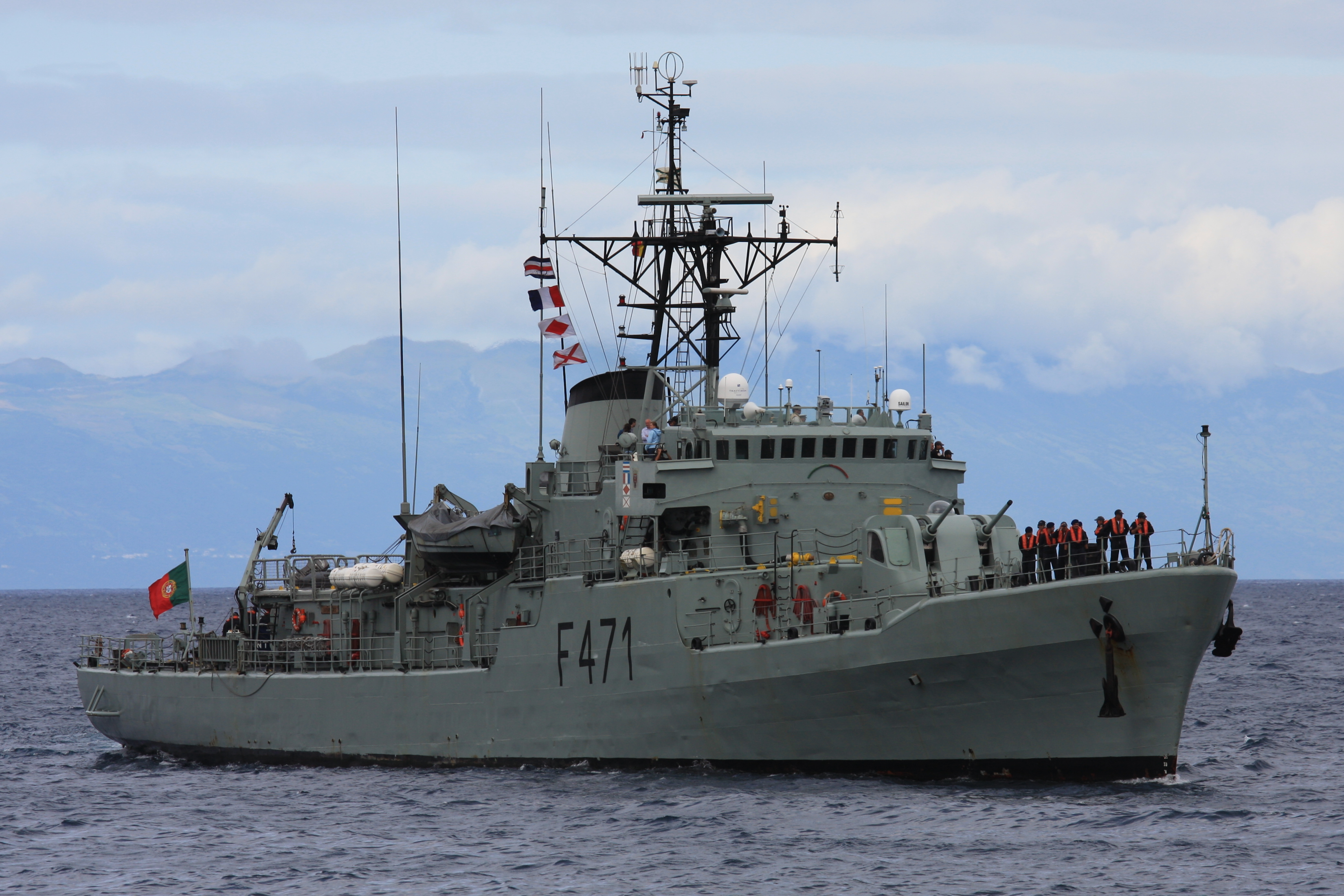
Antonio Enes (F471)

Hlavňovou výzbroj tvořily dva 76mm kanóny ve věži na přídi a dva 40mm kanóny Bofors. Protiponorkovou výzbroj tvořil jeden salvový vrhač hlubinných pum Hedgehog, dvě skluzavky a dva vrhače hlubinných pum (později odstraněné). Pohonný systém tvořily dva diesely OWE-Pielstick, pohánějící dva lodní šrouby. Nejvyšší rychlost dosahovala 24,4 uzlu. Dosah byl 5900 námořních mil při rychlosti 18 uzlů.